# 바르텔레미 카트린 주베르
바르텔레미 카트린 주베르(Barthélemy Catherine Joubert, 1771년 4월 30일 - 1799년 8월 31일)는 프랑스 장군이다. 1784년 왕립 프랑스 군에 입대하여 프랑스 혁명 전쟁 기간 동안 계급이 순식간에 올라갔다. 나폴레옹 보나파르트는 그의 재능과 늘어나는 책임을 알아보고 맡기는 것을 인정하였다. 주베르는 1799년 노비 전투에서 프랑스 군을 지휘하다 전사하였다.

## 어린 시절과 경력
퐁-드-보(Pont-de-Vaux;앵주(Ain)에서 변호사의 아들로 태어난 주베르는 1784년 포병대에 입대하기 위해 학교에서 탈출했으나 실패하고, 다시 돌려보내져 리옹과 디종에서 법률을 공부하기 위해 강제적으로 유학에 보내졌다. 1791년 프랑스 혁명 전쟁이 발발하자 그는 프랑스 혁명군에 입대해 동료들의 선거를 통해 상병(Corporal), 병장(sergeant)으로 진급했다. 1792년 1월 소위(Sub-Lieutenant)가 되었고, 11월에 중위가 되었다. 그리고 이탈리아 전역에서 첫 실전을 경험했다.
1793년 11월 주베르는 북이탈리아 콜드탕드(Col de Tende) 고개의 보루(redoubt)를 적의 1개 대대의 공세에 대항해 겨우 30명의 부하를 이끌고 방어전을 벌여 일약 유명해졌다. 이 전투에서 부상당해 포로가 된 주베르는 오스트리아의 데비스(De Vins) 총사령관에 의해 즉시 해방되었다. 1794년 주베르는 정력적으로 교전을 벌여 1795년에는 준장에 임명되었다.

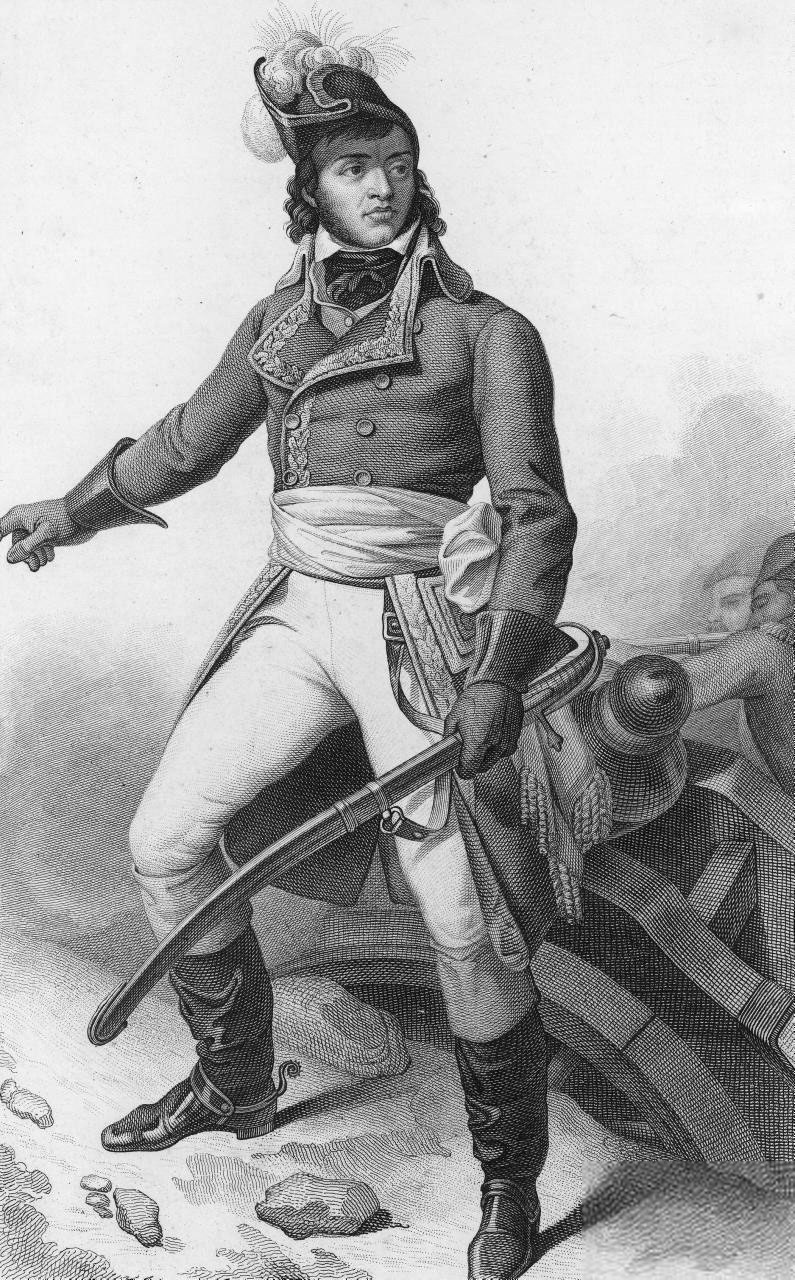
바르텔레미 카트린 주베르

## 1796-1797년
1796년 이탈리아 전역에서 주베르는 나폴레옹 보나파르트 전체 지휘에서 한 부분을 맡게 되었다. 그는 밀레지모 전투에서 피에르 오주로 휘하, 로디 전투에서 앙드레 마세나 휘하에서 여단을 지휘했다. 또한 주베르는 8월 카스틸리오네 전투 에도 참가했다. 주베르는 곧 나폴레옹 보나파르트의 특별한 주목을 받기 시작했고, 1796년 12월 사단장이 되면서 중요한 분견대 지휘관으로 여러 차례 지명되었다. 그리하여 리볼리 전투에서 아디제강 계곡에서 방어군을 지휘했다. 1797년 봄 전역(오스트리아 침공)에서 그는 티롤(Tyrol)에서 보나파르트군 좌익 분견대를 지휘해 큰 활약을 벌였고, 슈타이어마르크 공국(Styria)에서 산맥을 통과해 그의 사령관과 재합류해 함께 싸웠다.

## 1798-1799년
주베르는 이어서 저지대 국가 및 라인, 이탈리아반도에서 여러 부대를 지휘했고, 1799년 1월까지 최고 사령관직을 맡았다. 이후 행정당국과의 마찰로 인한 결과 사임하고 프랑스로 귀국했다. 1799년 6월 샤를 루이 유게 드 시몽빌(Charles Louis Huguet de Sémonville)의 딸 몽통롱(Mlle de Montholon, 훗날 자크 마크도날 원수의 아내)과 결혼했다. 주베르는 곧 다시 북이탈리아에서 프랑스가 패배한 주요한 일련의 전장으로 소환되었다. 1799년 7월 중순 장 모로로부터 이탈리아의 지휘권을 넘겨 받았다. 주베르는 모로를 설득해 전선에 남아 자신의 조언자이자 풍부한 경험자로 활용했다.
주베르와 모로는 러시아와 오스트리아 연합군의 총사령관이이자 주요 적이었던 알렉산드르 수보로프에 의해 급히 억지로 전투를 벌이게 되었다. 노비 전투에서 프랑스는 비참한 패배를 맞이하게 되었는데, 특히 주베르 자신은 개전 후 곧 총알을 가슴에 맞아 전사했다.
나폴레옹은 주베르가 미래에 위대한 장군이 될 인물이라 평가했었다. 전투 후 그의 시신은 툴롱으로 운반되었고, 라 마그 요새(Fort La Malgue)에 매장되었다. 프랑스 총재정부는 공공애도(public mourning, 1799년 9월 16일) 의식을 열어 그를 기억하며 경의를 표했다. 주베르의 기념비가 있던 부르-앙-브레스(Bourg-en-Bresse)는 루이 18세의 명령에 의해 파괴되었으나, 다른 기념비가 퐁드보에 훗날 다시 세워졌다.

## 참조
- 본 문서에는 현재 퍼블릭 도메인에 속한 브리태니커 백과사전 제11판의 내용을 기초로 작성된 내용이 포함되어 있습니다. In turn, it cites as references:
  - Chevrier, Le Général Joubert d'après sa correspondence (2nd ed. 1884).
  - Guilbert, Notice sur la vie de B. C. Joubert
- Chandler, David. Dictionary of the Napoleonic Wars. New York: Macmillan, 1979. ISBN 0-02-523670-9
- Chandler, David. The Campaigns of Napoleon. New York: Macmillan, 1966.